# Леонардо, Раффаэлло
Раффаэлло Леонардо (итал. Raffaello Leonardo; род. 1 мая 1973, Неаполь) — итальянский гребец, выступавший за национальную сборную Италии по академической гребле на всём протяжении 1990-х и 2000-х годов. Бронзовый призёр летних Олимпийских игр в Афинах, двукратный чемпион мира, победитель и призёр многих этапов Кубка мира.

## Биография
Раффаэлло Леонардо родился 1 мая 1973 года в Неаполе, Италия. Заниматься академической греблей начал в возрасте тринадцати лет в 1987 году, в разное время проходил подготовку в таких клубах как Fiamme Oro, Posillipo Napoli, Aniene CC.
Впервые заявил о себе на международной арене в сезоне 1990 года, когда вошёл в состав итальянской национальной сборной и побывал на чемпионате мира среди юниоров Эгбелете, откуда привёз награду серебряного достоинства, выигранную в четвёрках распашных с рулевым. Год спустя на аналогичных соревнованиях в Баньолесе стал серебряным призёром в четвёрках парных.
Благодаря череде удачных выступлений удостоился права защищать честь страны на летних Олимпийских играх 1992 года в Барселоне — в зачёте распашных восьмёрок сумел отобраться только в утешительный финал «Б» и расположился в итоговом протоколе соревнований на девятой строке.
В 1994 году в четвёрках распашных безрульных одержал победу на чемпионате мира в Индианаполисе. В следующем сезоне повторил это достижение на мировом первенстве в Тампере.
Находясь в числе лидеров гребной команды Италии, благополучно прошёл отбор на Олимпийские игры 1996 года в Атланте — на сей раз в программе безрульных четвёрок сумел пробиться в финал, где впоследствии финишировал шестым.
В 2000 году отправился представлять страну на Олимпиаде в Сиднее, занял в восьмёрках четвёртое место, немного не дотянув до призовых позиций.
На чемпионате мира 2002 года в Севилье стал бронзовым призёром в безрульных четвёрках.
В 2004 году завоевал бронзовую медаль в распашных четвёрках без рулевого на Олимпийских играх в Афинах. За это выдающееся достижение был награждён орденом «За заслуги перед Итальянской Республикой» в степени кавалера.
Успешно выступил на чемпионате мира в Гифу, где получил серебро в зачёте восьмёрок.
Квалифицировался на Олимпийские игры 2008 года в Пекине, выступал здесь в безрульных двойках, но был далёк от попадания в число призёров, став в итоге одиннадцатым.
После пятых в своей карьере Олимпийских игр Раффаэлло Леонардо остался в итальянской национальной сборной на ещё один олимпийский цикл и продолжил принимать участие в крупнейших международных соревнованиях. Так, в 2009 году в программе восьмёрок он одержал победу на этапе Кубка мира в Баньолесе, позже выступил на чемпионате мира и двух чемпионатах Европы, завершив профессиональную карьеру по окончании сезона 2010 года.